# SV Glückauf Bleicherode
Der SV Glückauf Bleicherode ist ein deutscher Sportverein aus Bleicherode im nordthüringischen Landkreis Nordhausen.

## Sektion Fußball

Historisches Logo des VfB Bleicherode

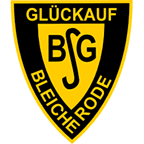
Historisches Logo der BSG Glückauf

Glückauf Bleicherode entstand 1945 als Nachfolger des VfB Bleicherode unter der Bezeichnung SG Bleicherode. Die Sportgruppe agierte zunächst bis 1949 für zwei Spielzeiten in der thüringischen Landesliga der SBZ. Im November 1949 übernahm das ortsansässige Kaliwerk Bleicherode die SG als Trägerbetrieb. Die Betriebssportgemeinschaft trat in der Folgezeit unter der Bezeichnung Kali Bleicherode, Glückauf Bleicherode sowie ab 1950 als Aktivist Bleicherode an.
Auf sportlicher Ebene wurde Aktivist Bleicherode 1952 zum Gründungsmitglied der drittklassigen Bezirksliga Erfurt. Bereits in der Auftaktsaison wurde Bleicherode Erfurter Bezirksmeister. 1955 fuhr Aktivist diesen Titel erneut ein, verpasste aber wieder den Aufstieg zur DDR-Liga. 1957 reichte die Vizemeisterschaft vor Dynamo Erfurt, um sich für die drittklassige II. DDR-Liga zu qualifizieren. Die II. DDR-Liga hielten die Thüringer mit überwiegend gesicherten Mittelfeldplätzen, lediglich in der Saison 1961/62 standen sie mit Wissenschaft Halle im Abstiegskampf.
Mit der 1963 angeordneten Auflösung der Spielklasse wurde Bleicherode wieder in den Erfurter Bezirksligabereich eingegliedert. In der Bezirksliga war Bleicherode über viele Jahre aktiv, wobei der mögliche Aufstieg 1981 hinter Motor Eisenach erneut verpasst wurde. Mit dem 1988 erfolgten Bezirksligaabstieg versank der Verein in der Folgezeit in der Bedeutungslosigkeit des Thüringer Fußballs. Seit dem Aufstieg 2023 aus der Kreisliga Nordthüringen ist die achtklassige Kreisoberliga Nordhausen die sportliche Heimat der Bleicheroder.

## Statistik
- Teilnahme II. DDR-Liga: 1958, 1959, 1960, 1961/62, 1962/63
- Teilnahme FDGB-Pokal: 1959, 1960, 1961/62, 1962/63

## Personen
- Uwe Lindenlaub
- Martin Schwendler